# Heinrich Gabel
Heinrich Gabel, Henryck Gabel lub Hersch Gabel (ur. 12 kwietnia lub 12 maja 1873 w Buczaczu, zm. 30 lipca 1910 w Wiedniu) – żydowski prawnik, polityk-syjonista, adwokat ze Lwowa, doktor prawa (1895). Poseł do Rady Państwa XI kadencji.

## Życiorys
Według jednych danych urodził się 12 kwietnia 1873, według innych 12 maja 1873 w Buczaczu. 
W 1884 ukończył IIb klasę, w 1888 VIb klasę w C. K. IV Gimnazyum we Lwowie. Ukończył gimnazjum we Lwowie oraz Wydział Prawa Uniwersytetu Lwowskiego. 21 października 1892 odbyło się walne zgromadzenie Towarzystwa ku wspieraniu słuchaczów prawa, rygoryzantów i auskultantów wyznania żydowskiego we Lwowie, podczas którego został wybrany jego wydział. Henryck Gabel jako zastępcą wydziałowego wszedł w jego skład. W lutym 1893 na pierwszym walnym zgromadzeniu nowo założonego Towarzystwa kuchni akademików żydowskich „Byt” (Michjach) wszedł w skład wydziału oraz został wybrany zastępcą przewodniczącego. W 1895 zdobył stopień doktora prawa na Uniwersytecie Lwowskim.
Pracował jako adwokat we Lwowie, gdzie w 1902 otworzył własną kancelarię adwokacką. Przy końcu lata 1897 jako adwokat poszukiwał rutynowanego koncipienta w Skolem. 5 stycznia 1903 wraz z doktorami Dwiernickim, Horowitzem i Lilienem bronił funkcjonariusza magistratu lwowskiego Henryka Dreilicha podejrzanego o nadużycia i fałszowanie.
16 marca 1904 w czasopiśmie „Kurjer Lwowski” wyraził podziękowanie A. S. Landau, reprezentantowi we Lwowie 1go Austriackiego Towarzystwa ubezpieczeń przeciw kradzieży w Wiedniu za szybkie wynagrodzenie szkody po kradzieży książeczek Kasy oszczędności.
W 1907 jako kandydat syjonistów został wybrany posłem do Rady Państwa XI kadencji w okręgu wiejskim Nr 60 Buczacz, Monasterzyska, Podhajce, Wiśniowczyk. Podczas pierwszego głosowania kandydat ruski (ukraiński) Wiaczesław Budzynowski otrzymał 19897 głosów i został wybrany jako poseł większości, kandydat polski ks. Stanisław Gromnicki 7196, dr Gabel 2516 (według wcześniejszych danych 2158). Przy powtórnym głosowaniu na posła mniejszości Gabel poparty głosami Rusinów (Ukraińców) został wybrany, otrzymawszy 14537 (według innych danych 13500) głosów wyborców. Po tych wyborach wniósł kilka doniesień karnych z powodu popełnionych nadużyć wyborczych. Wśród oskarżonych znajdował się m.in. burmistrz Buczacza Bernard Stern oraz jego otoczenie.
W 1907 redakcja lwowskiego czasopisma Słowo Polskie zamieściła w nr 407 informację dotyczącą H. Gabla zatem odmówiła bezzwłocznego sprostowania (m.in. twierdzenia że stanowczo należał on do stronnictw wrogich i bezwzględnie zwalczających Polaków), wobec czego Gabel był zmuszony udać się na drogę sądową. W czerwcu 1908 podczas przesilenia w parlamenckim „klubie” żydowskim zakomunikował prezydentowi Izby Posłów deklarację posłów żydowskich. W listopadzie 1909 zgłosił zamiar przesiedlenia swej kancelarii adwokackiej ze Lwowa do Wiednia.
Henryk Gabel umarł o 1-j (według innych danych o połowie 2-j) g. nocy nagle na atak serca w kawiarni Mändla (Café Mändel) przy Rothen-Thurmstrasse 8 (w śródmieściu). Ciało zmarłego zostało  przywiezione na stacji Podzamcze we Lwowie.
Kilku miesięcy przed śmiercią ożenił się z córką bogatego fabrykanta berlińskiego, przeniósł swą kancelarię adwokacką do Wiednia.